# Parapsammophila erythrocephala
Parapsammophila erythrocephala är en biart som först beskrevs av Johan Christian Fabricius 1781.
Parapsammophila erythrocephala ingår i släktet Parapsammophila och familjen grävsteklar. Inga underarter finns listade i Catalogue of Life.